# Looney Tunes Racing
Looney Tunes Racing è un videogioco di guida basato sui personaggi dei cartoni animati Looney Tunes, pubblicato nel 2000 per PlayStation e Game Boy Color da Infogrames.

## Modalità di gioco

### Campionato
Il gioco prevede la modalità "campionato" con tre diversi livelli: il primo di tre gare, il secondo di quattro e il terzo di cinque. Ogni gara consta di sei piloti dove il primo arrivato prende 10 punti, il secondo 6 punti ed il terzo guadagna 4 punti. Nel caso il giocatore ottenga la quarta posizione (o una posizione peggiore) bisogna rifare la corsa.
Vincendo un campionato si sbloccano dei livelli bonus e un nuovo personaggio. Vincendo l'ultimo campionato viene mostrato un filmato finale (se si utilizza uno dei personaggi iniziali) o una generica dimostrazione del trofeo vinto (se si utilizza un personaggio sbloccabile). Il filmato finale consiste nel desiderio del personaggio risultato vincitore.

### Gara singola
Il giocatore può fare una corsa su uno dei circuiti presenti nel gioco.

### Sfida ACME
Si tratta di 15 prove speciali, divise in tre "livelli" di cinque eventi ciascuno. L'ultimo evento di ogni livello è una gara su un breve tratto con personaggio segreto (Porky, Elmer o Gossamer). Gli altri quattro eventi variano dalla collezione (raccogliere un certo numero di icone intorno all'arena), a condizioni particolari (senza freni), o prove a cronometro.
Vincendo ogni evento si recupera un manufatto dal museo. Ogni evento può terminare un fallimento o una medaglia in caso di successo: bronzo, argento, o oro. Vincere una medaglia per ogni evento sblocca il piano successivo; vincendo una medaglia su tutti gli eventi del terzo piano sblocca il filmato finale, in cui viene mostrato il museo Acme (temporaneamente) riaperto.

### Multigiocatore
In questa modalità è possibile gareggiare tra due giocatori, scegliendo tra scontro (corsa, ma senza personaggi controllati dal computer), battaglia (classica modalità battaglia da 3, 5 o 7 colpi) e folle (battaglia da 3, 5 o 7 turni/arene).

## Personaggi

### Personaggi iniziali
- Bugs Bunny
- Marvin il Marziano
- Lola Bunny
- Daffy Duck
- Il Diavolo della Tasmania
- Wile E. Coyote

### Personaggi sbloccabili
- Yosemite Sam
- Silvestro
- Foghorn
- Pepé Le Pew
- Taddeo
- Porky Pig
- Gossamer
- Nonna
- Duck Dodgers
- Scienziato pazzo
- Rocky
- Smokey il genio
- Ettore

## Accoglienza
Il gioco ha avuto una discreta accoglienza. GameRankings gli ha dato una valutazione del 74,33% per la versione PSX e il 56% per la versione Game Boy Color mentre Metacritic lo ha valutato con un 71 su 100.